# Batalla de Tegira
La Batalla de Tegira (375 a. C.) fue una batalla de la Antigua Grecia entre las fuerzas de hoplitas de Tebas y Esparta. En la batalla, un ejército tebano bajo Pelópidas fue desafiada por una fuerza espartana considerablemente mayor mientras se retiraban de un ataque fallido en Orcómeno, pero los tebanos atacaron con éxito y derrotaron a los espartanos. La batalla marcó la primera ocasión en el registro histórico en el que una fuerza espartana había sido derrotada por un enemigo numéricamente inferior en una batalla complicada (en oposición a la guerra irregular, empleada por Ifícrates).

## Preludio
Después de una insurrección en 379 y 378 a. C. se eliminó el control espartano sobre Tebas, la ciudad se dedicó a restablecer su control sobre la Liga Beocia. Tras varios años de campaña, los tebanos lograron expulsar a las guarniciones espartanas de cada ciudad en Beocia, excepto Orcómeno. En 375 a. C., Pelópidas, supo que la guarnición espartana de Orcómeno había ido en una expedición a Lócrida, partió con el Batallón Sagrado y una pequeña fuerza de caballería, con intención de apoderarse de la ciudad mientras estaba sin vigilancia. Cuando los tebanos llegaron a la ciudad, sin embargo, se enteraron de que una fuerza importante había sido enviada desde Esparta para reforzar la guarnición de Orcómeno, y se acercaba a la ciudad. En consecuencia, Pelópidas se retiró con su fuerza, pero antes de que los tebanos pudieran alcanzar la seguridad en Tegira, se encontraron con la guarnición espartana original que regresaba de Lócrida.

## La batalla
La fuerza tebana era en gran medida superada en número por los espartanos. El Batallón Sagrado sumaba unos 300 hoplitas, mientras que la guarnición espartana se componía de dos compañías, lo que significa que la fuerza espartana contenía entre 1000 y 1800 hoplitas. Plutarco señala que un soldado tebano, al ver la fuerza enemiga, le dijo a Pelópidas "Vamos a caer en manos de nuestros enemigos", a lo cual respondió Pelópidas "Y por qué no en el nuestro"; Pelópidas, a continuación, ordenó a la caballería tebana cargar mientras la infantería adoptaba una densa formación anormal. Cuando las dos falanges se reunieron, la compacta formación tebana rompió la línea espartana en un punto de contacto y luego se volvió a atacar los flancos vulnerables de los espartanos a cada lado. El grupo de espartanos se dispersaron y huyeron, aunque la persecución tebana se vio limitada por la proximidad de Orcómeno.

## Significado
La victoria tebana en Tegira tuvo poca importancia militar inmediata, más allá de la supervivencia de la fuerza de Pelópidas, la fuerza espartana, una vez que se reagrupó en Orcómeno, era demasiado formidable para que Pelópidas aprovechara su ventaja. A pesar de ello, la victoria fue un evento de importancia simbólica para ambas partes. Diodoro Sículo registra que la victoria en Tegira marcó la primera vez que los tebanos habían levantado un trofeo a la victoria sobre una fuerza espartana, pues mientras los tebanos habían derrotado a los espartanos antes, estas victorias habían sido en general pequeñas escaramuzas. Para los espartanos, en cambio, su derrota en Tegira marcó la primera ocasión en que una de sus formaciones había sido derrotada por una fuerza de igual o menor tamaño en la batalla establecida. Por estas razones, Plutarco vio en la victoria de Pelópidas en Tegira un "preludio de Leuctra", con la victoria limitada en 375 anticipando el día en 4 años más tarde, cuando una falange tebana superada en número similar se ocuparía de Esparta con un golpe del que nunca se recuperaría.